# Санминимум
Санми́нимум (разг., от санита́рный ми́нимум) в СССР — обязательный комплекс профилактических мероприятий для работников определённых профессий, который состоял из медицинского осмотра, гигиенического обучения и итогового аттестационного испытания.
Периодичность прохождения обязательного санминимума в современной РФ варьируется от раза в год до раза в пять лет. Также проводится внеочередной санминимум для работников, замеченных в нарушении. Работники, повторно не сдавшие санминимум (или отказавшиеся от прохождения), отстраняются от работы.
Комплекс испытаний на значок «ГТО» 1931 года также включал санминимум.

## Комплекс
Обязательный комплекс профилактических мероприятий включал в себя:
1. Медосмотр (отметки в санкнижку работника о сдаче анализов, флюорографии, посещение узких специалистов-медиков).
2. Гигиеническая подготовка (лекции о гигиене и эпидемиологии).
3. Аттестация (отметка в личную санкнижку работника о прохождении аттестационного испытания).

Целью гигиенической подготовки и аттестации являлась профилактика вирусных и инфекционных заболеваний. Работники получали следующие знания:
- основы здоровья;
- санитарно-гигиенические требования для конкретных профессий;
- базовые сведения по микробиологии (основные виды вирусов, инфекций и иных патогенных микроорганизмов-возбудителей различных заболеваний, способы их распространения);
- методы борьбы и профилактики разных видов инфекционных и вирусных заболеваний.

## Профессии
Ряд профессий, чья деятельность может оказывать влияние на здоровье граждан, обязаны пройти санминимум:
- производство, хранение, перевозка и продажа продовольствия (работники кафе, баров, ресторанов, проводники поездов и самолётов);
- жилищно-коммунальное хозяйство (работники пионерских лагерей, санаториев и профилакториев, интернатов, детских домов, работники сетей водоснабжения, бассейнов и бань);
- образование (дошкольное, основное общее, профессиональное, дополнительное);
- здравоохранение (работники больниц и поликлиник).

## ГТО
Всесоюзный физкультурный комплекс ГТО 1931 года включал санминимум как одно из шести теоретических знаний, что делало комплекс ГТО одним из средств поднятия санитарно-культурного уровня трудящихся. Физкультура при неправильном проведении может нанести вред здоровью, поэтому в СССР до занятий было обязательным прохождение бесплатного врачебного контроля (также перед посещением бассейна), что было достижением советской физкультуры. Врачебный контроль состоял из:
- контроля над физическим развитием и состоянием здоровья физкультурников;
- контроля над проведением физкультуры;
- санитарного надзора за местами занятий физкультурой;
- гигиенического воспитания физкультурников;
- обучения физкультурников оказанию первой помощи;
- подготовки физкультурников по самоконтролю и санминимуму в объёме знаний, требуемых комплексом ГТО.

Без врачебного контроля нет советской физкультуры.— Н. А. Семашко
На основании данных врачебных осмотров физкультурников врачи должны были нормировать занятия физкультурой, указывать, какими видами рекомендуется заниматься, а какие противопоказаны, как строить тренировку, какой соблюдать режим. Врачебные осмотры физкультурников являлись обязательными и должны были быть проведены дважды в год (весной и осенью), а также перед сдачей норм ГТО и большими сезонными соревнованиями. В качестве дополнения к врачебному контролю среди физкультурников СССР широко проводился самоконтроль. Самоконтролю обучали врачи, который состоял из гигиенического воспитания физкультурников и ознакомления их с простейшими знаниями по анатомии, физиологии и гигиене, с простейшими методами самонаблюдения и регистрации получаемых данных (веса, пульса, дыхания, самочувствия, аппетита, сна) в особом дневнике.